# Olivia d'Abo
Pour les articles homonymes, voir d'Abo.
Olivia d'Abo est une actrice et chanteuse britannico-américaine née le 22 janvier 1969 à Londres (Royaume-Uni).
Elle est connue pour avoir joué dans les films comme : Conan le Destructeur (1984), Nom de code : Nina (1993), Les Héritiers affamés (1994), Coup de foudre au Plaza (2000), Animatrix (2003) et Star Wars, épisode IX : L'Ascension de Skywalker (2019).
Elle s'est également exercée à plusieurs projets télévisés tels que : Star Trek : La Nouvelle Génération (1992), Batman, la relève : le Film (1999), La Légende de Tarzan (2001), La Ligue des justiciers (2001) ou encore Spin City (2002).

## Biographie

### Enfance et débuts
Olivia d’Abo est née le 22 janvier 1969 à Londres et est la fille de Maggie London mannequin et actrice, et de Mike d'Abo, chanteur et membre du groupe Manfred Mann. Elle a un frère aîné, deux demi-frères et une demi-sœur. Elle est la cousine de Maryam d'Abo. Elle étudie à l'école primaire de « Los Feliz Hills School » à Los Angeles et l'école secondaire à « Pacoima Junior High School » à Pacoima Californie.

### Carrière
Au cinéma, elle commence sa carrière dans Conan le Destructeur dans le rôle de la princesse Jehnna. À la télévision, elle est connue pour son rôle de Karen Arnold dans la série Les Années coup de cœur.    
Elle participe aux films : Au-delà des étoiles, Nom de code : Nina, Les Héritiers affamés, Trou de mémoire, Wayne's World 2, Fou d'elle et Stratégiquement vôtre.
Elle a fait des apparitions dans les séries : Star Trek : La Nouvelle Génération, Spin City, Elementary, Alias, New York, section criminelle et Psych : Enquêteur malgré lui.
Dans le doublage d'animation, elle prête sa voix à Jane Porter dans la série La Légende de Tarzan,  à Star Sapphire dans la série La Ligue des justiciers, à Luminara Unduli dans la série Star Wars: The Clone Wars ou encore à Black Widow dans les films Ultimate Avengers et Ultimate Avengers 2. 

## Filmographie

### Cinéma
- 1984 : Conan le Destructeur (Conan the Destroyer) : princesse Jehnna
- 1984 : Bolero : Paloma
- 1986 : Flying : Robin Crew
- 1986 : Bullies : Becky
- 1987 : La Mission (The Mission... Kill) : fille rebelle
- 1988 : Neige de sang (Into the Fire) : Liette
- 1989 : Au-delà des étoiles (Beyond the Stars) : Mara Simons
- 1989 : Another Chance
- 1990 : The Spirit of '76 : Chanel-6
- 1993 : Nom de code : Nina (Point of No Return) : Angela
- 1993 : Bank Robber : Selina
- 1994 : The Last Good Time : Charlotte Zwicki
- 1994 : Les Héritiers affamés (Greedy) : Molly Richardson
- 1994 : Trou de mémoire (Clean Slate) : Judy
- 1994 : Wayne's World 2 : Betty Jo
- 1994 : Astérix et les Indiens : voix additionnelles (doublage britannique, non crédité)
- 1995 : Une équipe de nases ! (The Big Green) : Miss Anna Mongomery
- 1995 : Kicking and Screaming : Jane
- 1995 : Live Nude Girls : Chris
- 1997 : Hacks : Lynn
- 1998 : The Velocity of Gary : Veronica
- 1999 : A Texas Funeral : Charlotte
- 1999 : Seven Girlfriends : Hannah
- 2000 : Jonni Nitro : Jonni Nitro
- 2000 : Fou d'elle (It Had to Be You) : Tracy Meltempi
- 2001 : Stratégiquement vôtre (The Enemy) : Sgt. Penny Johnson
- 2002 : La Légende de Tarzan et Jane (vidéo) : Jane Porter (voix)
- 2003 : Animatrix (The Animatrix) (vidéo) : Rox (segment "Matriculated") (voix)
- 2003 : Matriculated : Rox (voix)
- 2006 : Ultimate Avengers (vidéo) : Black Widow / Natalia Romanoff (voix)
- 2006 : Ultimate Avengers 2 (Ultimate Avengers 2: Rise of the Panther) : Black Widow / Natalia Romanoff (voix)
- 2009 : Green Lantern : Le Complot (Green Lantern: First Flight) : Carol Ferris (voix)
- 2012 : La Ligue des justiciers : Échec (Justice League: Doom) (voix originale) : Star Sapphire
- 2019 : Star Wars, épisode IX : L'Ascension de Skywalker (Star Wars: Episode IX – The Rise of Skywalker) : Luminara Unduli (caméo vocal)
- 2022 : Bandit : Linda

### Télévision
- 1987 : Really Weird Tales (téléfilm) : Tippy ('All's Well that Ends Strange')
- 1988 : Auto-école en folie (Crash Course) (téléfilm) : Maria Abeja
- 1988 - 1993 : Les Années coup de cœur (série télévisée) : Karen Arnold (67 épisodes)
- 1992 : Midnight's Child (téléfilm) : Anna Bergman
- 1992 : Star Trek : La Nouvelle Génération (saison 6 : Q ou non ? True-Q) (série télévisée) : Amanda Rodgers
- 1993 : For Love and Glory (téléfilm) : Emily Doyle
- 1995 : Mortal Kombat : Les Gardiens du royaume (Mortal Kombat: The Animated Series) (série télévisée) : Sonya Blade (voix originale)
- 1997 : Dad's Week Off (téléfilm) : Cherice
- 1999 : Soccer Dog (Soccer Dog: The Movie) (téléfilm) : Elena
- 1999 : Batman, la relève : le Film (Batman Beyond: The Movie) (téléfilm) : Ten / Melanie Walker
- 2001 : Triangle maudit (The Triangle) (téléfilm) : Charlotte 'Charlie' Duval
- 2001 : La Légende de Tarzan (The Legend of Tarzan) (série télévisée) : Jane Porter (voix)
- 2001 - 2006 : La Ligue des justiciers (Justice League) (série télévisée) : Star Sapphire (voix)
- 2002 : Spin City (série télévisée) : Alison Flaherty
- 2002 : New York, section criminelle (série télévisée) : Nicole Wallace
- 2003 : Alias (série télévisée) : Emma Wallace S02E14
- 2006 : Eureka (série télévisée) : Abby Carter
- 2008 - 2009 : Star Wars: The Clone Wars (série télévisée) : Luminara Unduli (voix)
- 2011 : La Rançon d'une vie (date de sortie en France : 3 mai 2012), (en) We Have Your Husband - USA (titre original)
- 2013 : Jo (série télévisée) : Madeleine Haynes/Nicole Wallace
- 2013 : Elementary (série télévisée) : The Marchioness : Nigella Mason
- 2014 : La Belle au bois dormant : La malédiction : Reine Tambria
- 2015 : L'Île du mensonge (Presumed Dead in Paradise) (téléfilm) : Patricia Ashland
- 2017 : Meurtre à l'encre noire (Inspired to kill)
- 2019 : Mon fils, piégé dans un réseau d'escort boys ! (Purity Falls) (téléfilm) : Courtney

## Voix françaises
| - Laëtitia Lefebvre dans : - Paganini, le violoniste du diable - Meurtre à l'encre noir - L'Appel du devoir - Trafic d'adolescents - New York, section criminelle - Juliette Degenne dans : - La Légende de Tarzan et Jane - Ultimate Avengers - Agathe Mélinand dans Conan le Destructeur - Rafaèle Moutier dans Au-delà des étoiles - Séverine Morisot dans Greedy - Natacha Muller dans Soccer Dog - Edwige Lemoine dans Green Lantern : Le Complot - Monika Lawinska dans Spin City - Sybille Tureau dans Eureka - Agnès Manoury dans L'Île du mensonge - Olivia Luccioni dans Es-tu mon fils - Blanche Ravalec dans Mortal Kombat : Les Gardiens du royaume - Marie-Laure Dougnac dans Mon fils, piégé dans un réseau d'escort boys ! |